# Norweskie Muzeum Morskie
Norweskie Muzeum Morskie (norw. Norsk Maritimt Museum) – muzeum usytuowane na półwyspie Bygdøy w Oslo w Norwegii.

## Opis
Muzeum zostało założone w 1914 jako Norweskie Muzeum Żeglugi Morskiej (Norsk Sjøfartsmuseum). W 2010 przyjęło obecną nazwę Norsk Maritimt Museum.
Muzeum poświęcone jest kulturze wybrzeża i morskiej historii Norwegii. W muzeum znajdują się m.in. modele statków, przedmioty używane w rybołówstwie, morskie znaleziska archeologiczne, obrazy marynistyczne, kopie domów budowanych na wybrzeżu i statków. W posiadaniu muzeum znajdują się również trzy statki, z których największy to trójmasztowy szkuner Svanen z 1916. Statek służy stowarzyszeniu Norsk Sjøfartsmuseums Veteranskipsrederi jako statek szkoleniowy.
Od 2015 Norweskie Muzeum Morskie jest wraz z pięcioma innymi muzeami częścią Fundacji Norweskich Muzeów Ludowych (Stiftelsen Norsk Folkemuseum).
W pobliżu muzeum mieszczą się również inne placówki muzealne: Muzeum Kon-Tiki (Kon-Tiki Museet), Norweskie Muzeum Ludowe (Norsk Folkemuseum), Muzeum Łodzi Wikingów (Vikingskipshuset) i Muzeum Statku Polarnego Fram (Frammuseet).